# Großsteingräber bei Vehrte
De Großsteingräber bei Vehrte worden ook wel de Teufels Backofen (de oven van de duivel) en Teufels Backtrog (of Teufels Teigtrog; de deegbak van de duivel) genoemd. Ze zijn bekend met het Sprockhoff-Nr. 915 en 916 en liggen in Belm, Landkreis Osnabrück, Nedersaksen.

## Algemeen
Het zijn twee ernstig beschadigde hunebedden uit het neolithicum. Eén is een ganggraf, de ander is een Rechteckdolmen. Ze worden toegeschreven aan de Trechterbekercultuur en werden gebouwd tussen 3500 en 2800 v.Chr.
De megalitische bouwwerken liggen vlak bij de Wittekindsweg, in het noorden van Vehrte, een onderdeel van Belm in Landkreis Osnabrück (Nedersaksen). De bouwwerken worden aangegeven op een wandelweg die onderdeel is van natuur- en geopark TERRA.vita. Ook zijn ze onderdeel van de Straße der Megalithkultur.

## Teufels Backofen (Vehrte Grab I)
De resten van hunebed dat oorspronkelijk zes meter lang en twee meter breed was. Het met Sprockhoff-Nr. 916 aangeduide bouwwerk heeft nog een duidelijk herkenbare ingang in het midden van de zuidelijke kant. Er zijn nog negen draagstenen en vier dekstenen overgebleven.

## Teufels Backtrog (Vehrte Grab II)
De kamer met de aanduiding Sprockhoff-Nr. 915 ligt nog in de overblijfselen van een dekheuvel. Er zijn nog zeven draagstenen en drie dekstenen overgebleven. In de jaren 1920 zou de krans nog herkenbaar geweest zijn. Een toegang werd niet vastgesteld, daarom duidde Ernst Sprockhoff dit bouwwerk aan als Rechteckdolmen.

## Afbeeldingen

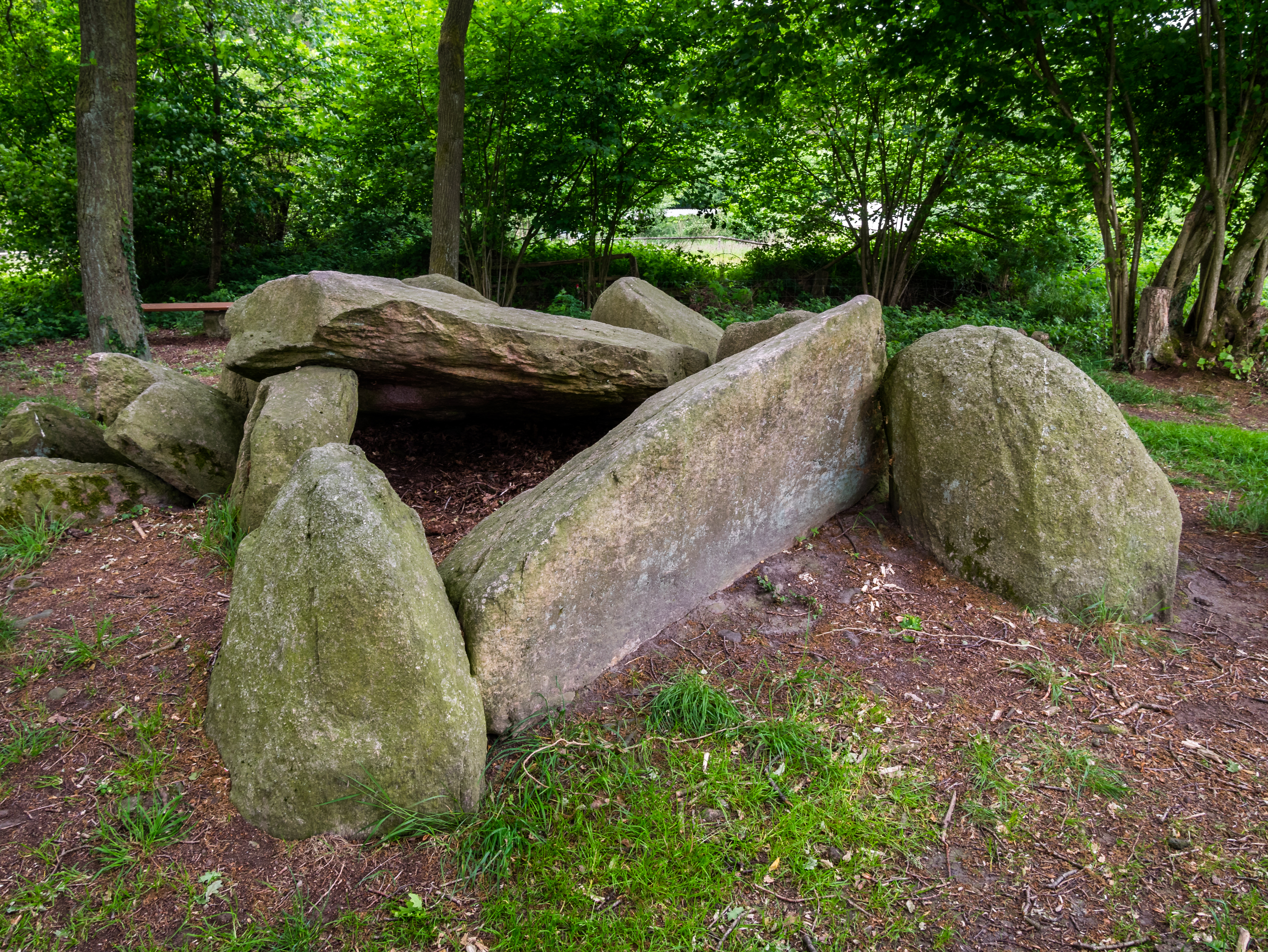
Teufels Backofen
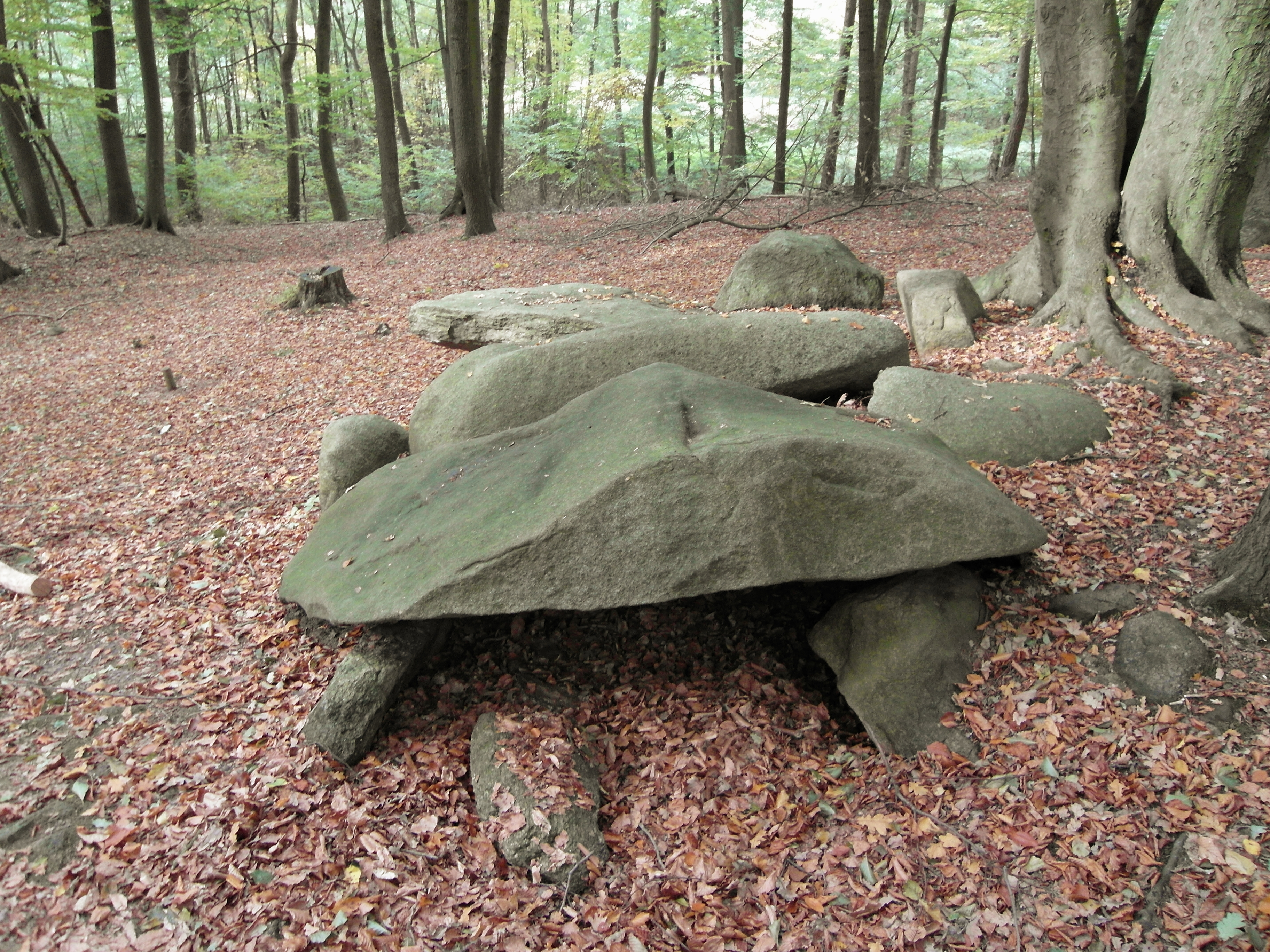
Teufels Teigtrog
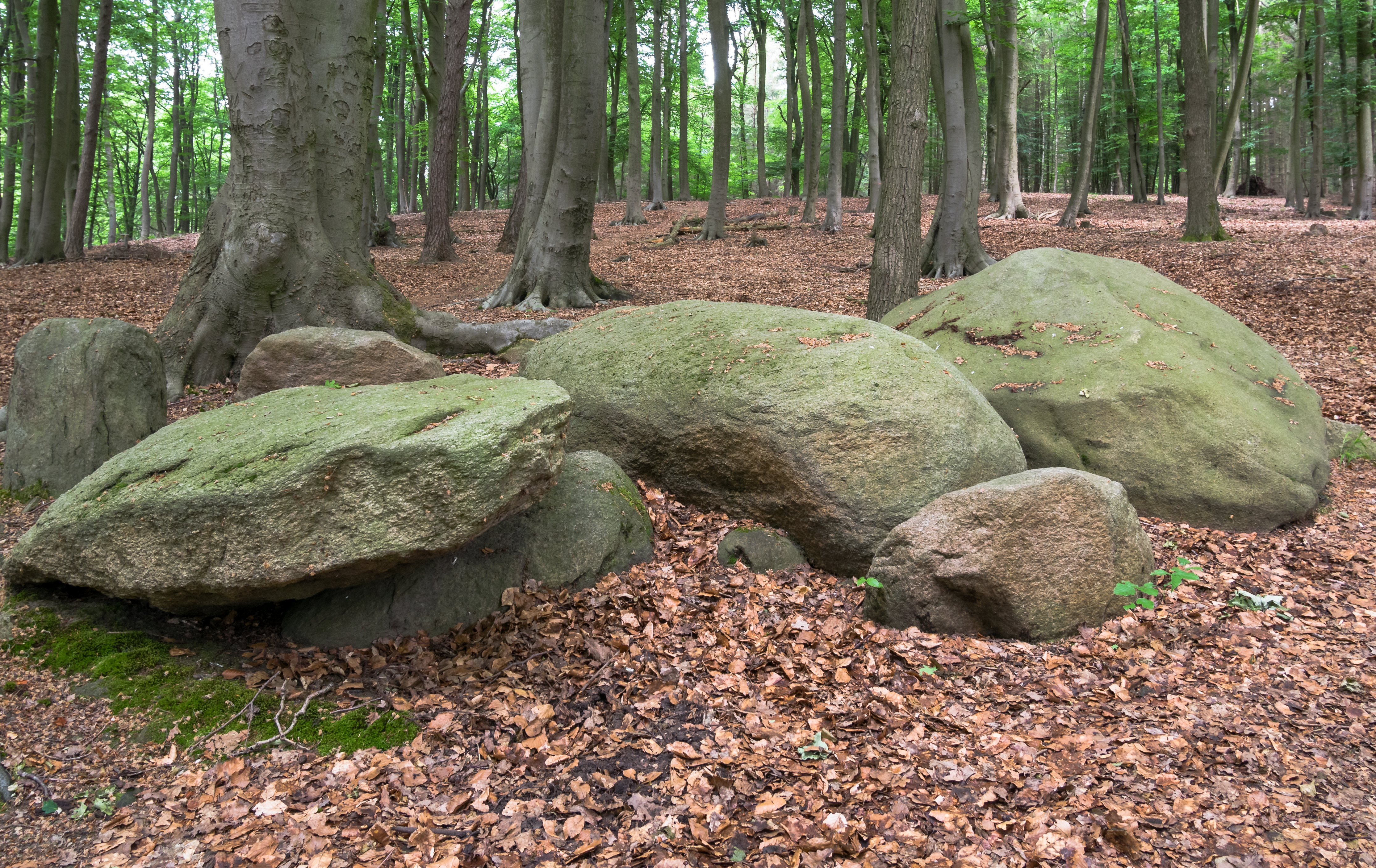
Teufels Teigtrog